# Chiesa di Santa Vittoria (Tissi)
La chiesa di Santa Vittoria è un edificio religioso situato a Tissi, centro abitato della regione storica del Sassarese, Sardegna nord-occidentale.
Consacrata al culto cattolico, fa parte dell'arcidiocesi di Sassari.
La chiesa si localizza all'estremità orientale della via Roma, a breve distanza dalla parrocchiale di Sant'Anastasia.
Originariamente l'edificio presentava impianto longitudinale ad unica aula, di dimensioni modeste, ma canoniche per le chiese di piccola mole che punteggiano l'Isola, con copertura a capriate e abside semicircolare.
Fu ricostruita nel XVII secolo e per edificarvi dei contrafforti esterni furono reimpiegati i conci del preesistente edificio romanico: vi furono aggiunte, inoltre, due cappelle laterali nel presbiterio, quadrangolare, e fu coperta da volta a botte percorsa da sottarchi. Si ascrive a questo periodo anche il campanile a vela.
Della chiesa romanica si conserva solo la facciata, edificata con blocchi di calcare tagliati a spigolo vivo che realizzano dei filari regolari, talora non unitari. Appare priva di paraste d'angolo: negli spigoli risvolta una semplice cornice modanata sulla quale poggia il primo degli archetti a doppia ghiera sottile: se ne contano nove e realizzano una archeggiatura orizzontale che separa la parte soprastante, liscia e priva di terminale. Uno degli archetti è decorato con motivi geometrici incisi; nei peducci, inferiormente con fregio a fuseruole, sono scolpite protomi umane (alle estremità), bucrani, foglia d'acqua e protome d'ariete.
Il portale è architravato con lunetta semicircolare: nell'arco si individuano dei conci di trachite alternati a quelli calcarei, in bicromia.
Per raffronti su base stilistica si potrebbe ascriverla alla metà del XII secolo. Era sede di Pievania, con giurisdizione su diverse chiese di centri scomparsi pertinenti all'attuale territorio di Ossi.

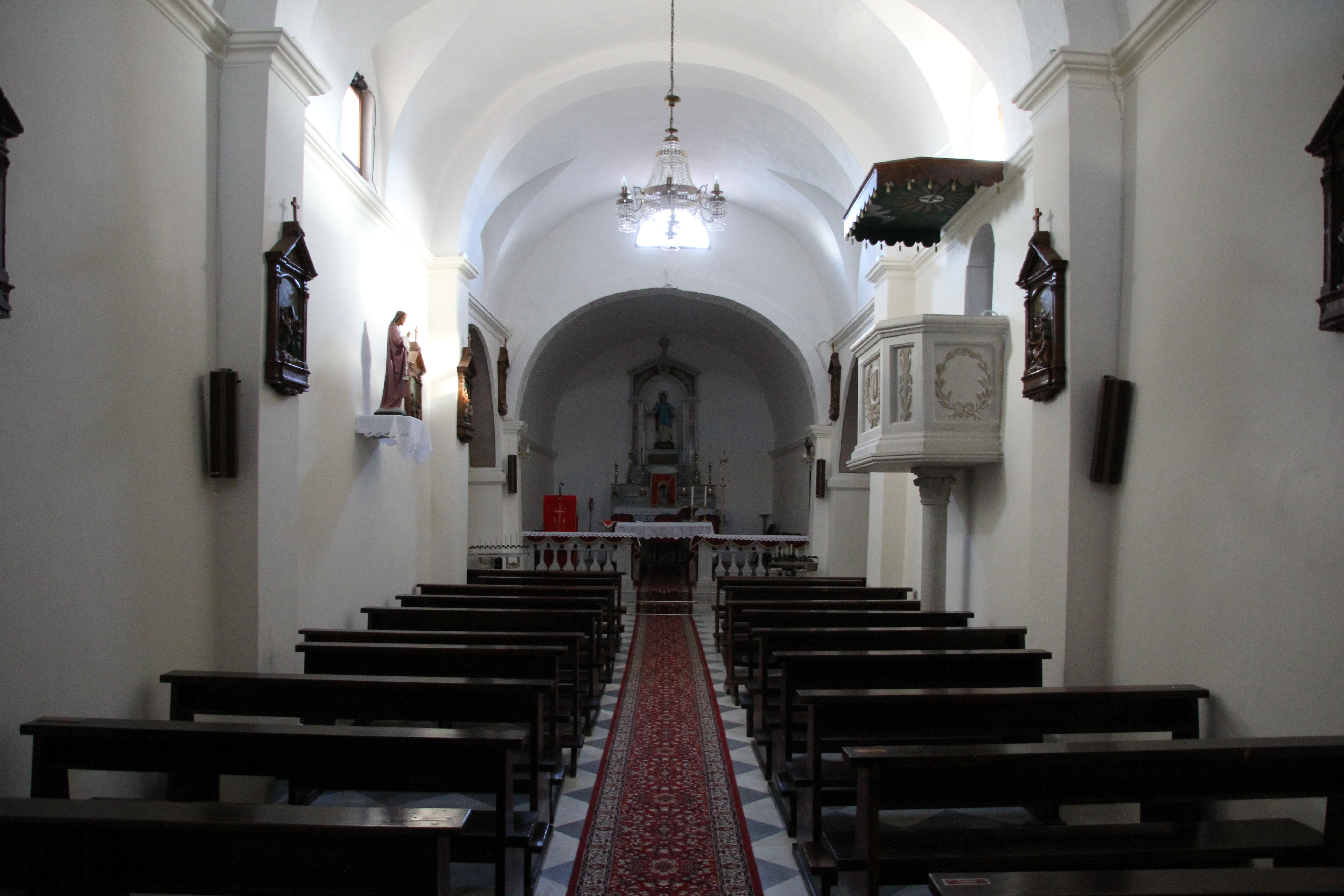
Interno